# FHG
FHG is een Duits historisch merk van motorfietsen.
De bedrijfsnaam was: Fahrzeug Handels-Gesellschaft Pleus & Co., Krefeld.
Pleus & Co. was de Duitse importeur van AJS en andere merken, die ook eigen 123cc-tweetakten aanbood, die waarschijnlijk bij Le Grimpeur in Frankrijk werden gebouwd. De productie begon in 1927 en eindigde in 1933. In Duitsland werden deze machines onder de naam HDG verkocht.